# Trần Nghĩa (diễn viên)
Trần Nghĩa, tên khai sinh là Trần Tuấn Nghĩa, là một nam diễn viên người Việt Nam.
Trần Nghĩa trước đây là sinh viên trường Trường Đại học Kinh tế, Đại học Quốc gia Hà Nội, nhưng sau hai năm học, anh quyết định chuyển sang ngành sân khấu điện ảnh từ năm thứ 2 và đã tốt nghiệp Đại học Sân khấu Điện ảnh Hà Nội.

## Sự nghiệp diễn viên

### Người mẫu ảnh
Trước khi thật sự tạo dấu ấn ở điện ảnh Trần Nghĩa từng là gương mặt hot boy trên mạng xã hội, và tham gia đóng phim truyền hình. Chàng thanh niên Hà Nội cũng được biết đến nhiều trong vai trò người mẫu (ảnh). Hình ảnh của Trần Nghĩa trong bộ ảnh Tokyo Dream - Memorie of Harajuku do nhiếp ảnh gia Minh Nhơn (Lê Nguyễn Tuấn Minh) thực hiện bất ngờ đã được tạp chí Vogue Italy chọn đăng trên số ra ngày 30 tháng 4 năm 2018. Bộ ảnh Tokyo Dream - Memorie of Harajuku là bộ ảnh thứ hai mà Trần Nghĩa và Lê Nguyễn Tuấn Minh kết hợp với nhau. Bộ ảnh đầu tiên lấy cảm hứng từ những hình ảnh miền nhiệt đới pha nét cổ kính của đô thị thủ đô Hà Nội, cũng đã được trình làng ngày 22 tháng 11 năm 2017.

### Diễn viên điện ảnh
Trần Nghĩa bắt đầu nghề diễn với một số vai thứ ở lĩnh vực phim truyền hình; bộ phim đầu tiên trong sự nghiệp của anh là: Ánh sáng trước mặt - vai Phúc của đạo diễn Hồng Sơn & Danh Dũng; tiếp theo đó là vai phụ thầy giáo Sứ trong phim: Lặng yên dưới vực sâu - đạo diễn Đào Duy Phúc; đồng thời tham gia đóng nhiều MV ca nhạc (Một bước yêu vạn dặm đau, Cô đơn không muốn về nhà...). Sự nghiệp của anh bắt đầu khởi sắc, và anh bắt đầu được các đạo diễn chú ý đến kể từ sau khi đóng nhân vật nam chính - Hạnh - trong phim Cuộc đời của Yến. Sau phim này, Trần Nghĩa đã nhận được nhiều vai diễn khác trong các phim truyện truyền hình như: Lặng yên dưới vực sâu (đã đạt nhiều giải thưởng trong nước), Chiều ngang qua phố cũ (đã đạt giải phim truyền hình hay nhất tại Liên hoan phim Tokyo 2017),...
Thế nhưng, phải đợi đến cuộc gặp gỡ với đạo diễn Victor Vũ trong dự án phim Mắt biếc, chuyển thể từ tác phẩm truyện dài cùng tên của nhà văn Nguyễn Nhật Ánh, tên tuổi của Nghĩa mới được đông đảo công chúng biết đến và trở thành diễn viên ấn tượng và triển vọng. Để được chọn đóng vai nam chính của Mắt biếc, Trần Nghĩa đã vượt qua hơn 1400 ứng viên casting khác. Hẳn nhiên, với đôi mắt đầy biểu cảm và đượm buồn, ngoại hình cao gầy, khuôn mặt lãng tử; cùng với sự đầu tư nghiêm túc cho vai diễn, có sự đồng cảm, chăm chút tỉ mỉ trong việc trong quá trình hóa thân vào nhân vật, Trần Nghĩa đã xuất sắc hoàn thành vai diễn Ngạn - chàng trai yêu chân thành si tình - và được giới chuyên môn đánh giá là gương mặt sáng giá của điện ảnh Việt Nam năm 2019-2020.
Hóa thân vào vai diễn của Nghĩa trong phim Mắt biếc xuất thần đến mức khán giả phải thừa nhận Nghĩa sinh ra để đóng vai thầy giáo Ngạn. Về vai diễn nam chính này, Trần Nghĩa chia sẻ: " (...) Tôi bị áp lực vì đạo diễn đã đánh cược vào mình, một người mới. Tôi nghĩ, tôi phải làm việc gấp 3-4 lần người khác, để không được sai sót. Và phải là Ngạn thực sự của "Mắt biếc", chứ không phải là Trần Nghĩa đi đóng phim" ".
Sau sự thành công của vai Ngạn, Trần Nghĩa tiếp tục thử thách mình vào một vai diễn không có nội tâm sâu sắc, hài hước, ngây ngô và chưa trải sự đời đó là nhân vật Nhân trong Nhà Trọ Balanha - đạo diễn Khải Anh.
Sau Nhà trọ Balanha, Trần Nghĩa quyết định Nam tiến và trong năm 2022, anh đã tham gia bộ phim điện ảnh Đảo độc đắc- Tử mẫu Thiên linh cái do Lê Bình Giang làm đạo diễn. Anh vào vai Long, đóng cùng với Sam, Hoa hậu Tiểu Vy, Minh Dự, Trần Phong,...
Năm 2023, anh chính thức trở lại màn ảnh nhỏ với vai diễn Tùng trong Chúng ta của 8 năm sau của đạo diễn Bùi Tiến Huy. Bộ phim đánh dấu sự trở lại của Trần Nghĩa sau Nhà trọ Balanha. Cũng trong năm này, anh còn đảm nhận một vai phải diện trong phim mới Đội điều tra số 7 của đạo diễn NSƯT Mai Hồng Phong.
Năm 2024, Trần Nghĩa chính thức trở lại màn ảnh rộng với vai diễn Tuấn Anh trong Mùa hè đẹp nhất của đạo diễn Vũ Khắc Tuận.

## Các phim đã tham gia

### Phim điện ảnh
| Năm  | Phim                                | Vai        | Đạo diễn      | Đóng với                                                       |
| ---- | ----------------------------------- | ---------- | ------------- | -------------------------------------------------------------- |
| 2015 | Cuộc đời của Yến                    | Hạnh (trẻ) | Đinh Tuấn Vũ  |                                                                |
| 2019 | Mắt biếc                            | Ngạn       | Victor Vũ     | Trúc Anh, Thảo Tâm, Đỗ Khánh Vân                               |
| 2022 | Đảo độc đắc - Tử mẫu Thiên linh cái | Long       | Lê Bình Giang | Sam, Tiểu Vy, Trần Phong, Minh Dự, Phương Lan, Hoàng Yến Chibi |
| 2024 | Mùa hè đẹp nhất                     | Tuấn Anh   | Vũ Khắc Tuận  | Công Dương, Đỗ Khánh Vân, Minh Dự, Tụ Sad                      |

### Phim truyền hình
| Năm  | Phim                   | Kênh phát sóng | Vai            | Đạo diễn                              | Đóng với                                                                 | Vai trò   | Ghi chú                |
| ---- | ---------------------- | -------------- | -------------- | ------------------------------------- | ------------------------------------------------------------------------ | --------- | ---------------------- |
| 2013 | Ánh sáng trước mặt     | VTV4           | Phúc           | Trần Hoài Sơn & NSƯT Nguyễn Danh Dũng | Mai Chi, Phan Minh Huyền, Doãn Quốc Đam                                  | Vai phụ   |                        |
| 2016 | Chiều ngang qua phố cũ | VTV1           | Thuận          | Trịnh Lê Phong                        | Trần Vân                                                                 | Vai phụ   |                        |
| 2017 | Lặng yên dưới vực sâu  | VTV3           | Sứ             | Đào Duy Phúc                          | Lan Hương, Doãn Quốc Đam                                                 | Vai phụ   |                        |
| 2018 | Ráng chiều ấm áp       | HTV9           | Hải            | Nguyễn Hồng Chi                       | Vân Thủy                                                                 | Vai chính |                        |
| 2020 | Nhà trọ Balanha        | VTV3           | Tùng Nhân      | Nguyễn Khải Anh                       | Vũ Thu Hoài, Quỳnh Kool, Andrea Aybar                                    | Vai chính |                        |
| 2023 | Chúng ta của 8 năm sau | VTV3           | Tùng (lúc trẻ) | Bùi Tiến Huy                          | Hoàng Hà, Nguyễn Hoàng Ngọc Huyền, Trần Quốc Anh                         | Vai chính |                        |
| 2023 | Đội điều tra số 7      | ANTV           | Long           | NSƯT Mai Hồng Phong                   | NSƯT Tạ Minh Thảo, Hà Việt Dũng, Huỳnh Anh, Đỗ Duy Nam, Phan Thắng       | Vai phụ   | Vai phản diện đầu tiên |
| 2025 | Cha tôi, người ở lại   | VTV3           | Nguyên         | NSƯT Vũ Trường Khoa                   | NSƯT Thái Sơn, NSƯT Như Lai, Thu Quỳnh, Nguyễn Hoàng Ngọc Huyền, Thái Vũ | Vai chính |                        |

### Phim ngắn
2019:
- 1 thế giới khác (Phim ngắn) (vai Minh)

2020:
- Thay đổi vì em (Một Bước Yêu Vạn Dặm Đau 3 (hậu truyện)) (vai Nghĩa)

## Video âm nhạc đã xuất hiện
| Năm  | Tên                                  | Nghệ sĩ         | Ghi chú                       |
| ---- | ------------------------------------ | --------------- | ----------------------------- |
| 2018 | Người Ta Có Thương Mình Đâu          | Trúc Nhân       |                               |
| 2019 | 1 Bước Yêu Vạn Dặm Đau               | Mr. Siro        |                               |
| 2019 | Đừng Yêu Nữa, Em Mệt Rồi             | Min             |                               |
| 2020 | Cô Đơn Không Muốn Về Nhà             | Mr. Siro        | 1 Bước Yêu Vạn Dặm Đau phần 2 |
| 2020 | Sau Này, Hãy Gặp Lại Nhau Khi Hoa Nở | Nguyên Hà       |                               |
| 2020 | Hà Lan                               | Phan Mạnh Quỳnh | "Mắt Biếc" OST                |
| 2020 | Có Chàng Trai Viết Lên Cây           | Phan Mạnh Quỳnh | "Mắt Biếc" OST                |
| 2022 | Một Ngàn Nỗi Đau                     | Văn Mai Hương   |                               |

## Giải thưởng
| Năm  | Giải thưởng                        | Hạng mục                                          | Đề cử cho  | Kết quả |
| ---- | ---------------------------------- | ------------------------------------------------- | ---------- | ------- |
| 2020 | Giải Cánh Diều                     | Nam diễn viên chính xuất sắc nhất - Phim Điện Ảnh | Trần Nghĩa | Đề cử   |
| 2021 | Liên hoan phim Việt Nam lần thứ 22 | Nam diễn viên chính xuất sắc nhất - Phim Điện Ảnh | Trần Nghĩa | Đề cử   |